# 凯尔本
凯尔本是德国莱茵兰-普法尔茨州的一个市镇。总面积4.71平方公里，总人口437人，其中男性229人，女性208人（2011年12月31日），人口密度93人/平方公里。